# Willemia denisi
Willemia denisi är en urinsektsart som beskrevs av Mills 1932. Willemia denisi ingår i släktet Willemia och familjen Hypogastruridae. Arten är reproducerande i Sverige. Inga underarter finns listade i Catalogue of Life.